# Relógio biológico
Relógio biológico é a denominação dada a todo e qualquer processo periódico atrelado a um ser vivo ou a um grupo destes que, dotado de um período razoavelmente preciso, faz-se de forma bem sincronizada com um relógio físico tradicional. O comportamento cíclico de processos biológicos e aspectos relacionados são estudados pela cronobiologia.
Embora não tomando consciência de sua generalidade, o conceito de relógio biológico foi inicialmente estabelecido por Jean-Jacques d'Ortous de Mairan, em 1729, em seus estudos com plantas. Em época ele identificou que algumas funções biológicas de tais seres vivos não são reguladas pelo ciclo solar, e sim por algum mecanismo interno inerente aos próprios organismos.

## Relógio circadiano
O ciclo metabólico diário nos animais estabelece o chamado relógio circadiano (do latim circa diem = cerca de um dia); e envolve o ciclo de sono e vigília, atividade digestiva, produção de hormônios, regulação térmica e diversos outros processos que se repetem diariamente em qualquer ser vivo. O período de tais ciclos dura cerca de 24 horas e cada um dos processos atrelados ao citado relógio biológico se repete diariamente, com muito boa precisão nos mesmos horários, e embora a essas sincronizáveis, à parte de influências ambientais. Cada espécie possui horários de maior e menor atividade diferenciados. A temperatura corporal humana é um bom exemplo de fenômeno que obedece ao ciclo circadiano: ao longo de 24 horas a temperatura corporal varia entre 35,5 e 38,5 graus celsius, com o mínimo ocorrendo nas primeiras horas da manhã e o máximo ao anoitecer .
Os relógios biológicos dos seres vivos evoluíram de uma sincronia necessária entre os ritmos biológicos e os eventos naturais no ambiente, sintonia sem a qual a sobrevivência dos espécimes encontrar-se-ia seriamente comprometida. Contudo, raramente o relógio biológico tem períodos exatamente iguais aos dos eventos do meio , mesmo porque a frequência dos fenômenos ambientais nem sempre é exata, alterando-se também com o tempo, sobretudo em escala evolutiva. Mecanismos de sincronização constante entre os relógios biológicos e os ciclos ambientais acabaram também se desenvolvendo, e encontram-se igualmente presentes nos organismos.
Há muito estabeleceu-se para os mamíferos o que se denomina eixo circadiano, formado por uma área do hipotálamo designada por núcleo supraquiasmático (NSC), pela glândula pineal e pela retina. A glândula pineal é responsável pela produção de melatonina (hormônio do sono). O hipotálamo conecta-se diretamente ao sistema neuroendócrino, promovendo assim a sincronização metabólica. O núcleo supraquiasmático do hipotálamo conecta-se diretamente ao trato ótico (quiasma óptico), de forma que a sincronia à altenância de iluminação ambiente pode ser assim facilmente estabelecida.
Em princípio pensava-se que o ritmo circadiano humano fosse controlado apenas pela quantidade de luz que nossos olhos captam. Uma descoberta recentemente publicada na revista Science coloca contudo a unicidade desse mecanismo em xeque. Pesquisadores da universidade americana Cornell constataram que nosso relógio biológico pode ser adiantado ou atrasado com um artifício aparentemente bizarro: iluminando com uma lanterninha a pele macia da parte de trás dos joelhos. Embora já se tenha o fenômeno como certo, não se dispõe ainda de informações precisas quanto aos mecanismos físicos subjacentes ao fenômeno.
A primeira conclusão lógica é a de que o ciclo desse relógio não depende exclusivamente da visão, como aliás já se desconfiava: os cegos também sofrem do chamado efeito jet lag, ao trocar o dia pela noite após viagens de avião entre cidades com fusos horários muito distantes. Suspeita-se que reações fotoinduzidas no sangue, exposto à luz tanto na retina dos olhos quanto por baixo da pele - incluso a fina pele dos joelhos - também desempenhem papel regulador no ciclo, de forma similar ao que se observa com os fitocromos nas plantas.
O assim chamado efeito "jet lag" estabelece-se quando o padrão de iluminação ambiente subitamente altera-se. O efeito decorre do ciclo circadiano de sono/vigília humano ter um período não de 24 mas sim de aproximadamente 25 horas; o que faz com que as pessoas estejam literalmente a adiantar o "momento de dormir" em uma hora diariamente a fim de mantê-lo sincronizado com o ciclo solar de iluminação e umbra. Embora atrasar o sono quando necessário mostre-se um tarefa mais fácil de se contemplar em virtude desse maior período, um problema iminente surge quando há mudança brusca no processo de sono/vigília, como o que se verifica em uma mudança brusca no turno de trabalho ou de fuso horário. Incapaz de sincronizar-se imediatamente ao novo ritmo, o relógio circadiano de sono/vigília perde o sincronismo, e volta a operar em ciclos de 25 horas, até atingir o ponto onde consiga sincronizar-se novamente ao ciclo diário de 24 horas. Durante a transição, manter-se acordado no período exigido pelo ambiente ou sem sono quando na cama pode mostrar-se um verdadeiro suplício para a pessoa afetada.

## Relógios sazonal e evolutivo
Embora enfatize-se usualmente o ciclo circadiano, os seres vivos têm também relógios biológicos cujos períodos poem ser bem maiores do que 24 horas. Notório para ser citado é o relógio sazonal; que faz o metabolismo e demais características biológicas dos seres vivos, em escala até mesmo anatômica e comportamental, se modifiquem em um ciclo com período próximo ao anual. Tais relógios, igualmente sincronizáveis por estímulos ambientais atrelados passagem do ano, determinam por exemplo a hibernação em algumas espécies durante o inverno ou a florescência de algumas plantas em certas estações do ano. Em algumas pessoas, a produção excessiva de melatonina durante as longas noites e os dias mais escuros do inverno levam a uma síndrome conhecida como distúrbio afetivo sazonal. O distúrbio é usualmente tratado mediante a exposição à iluminação artificial similar à solar em intensidade e períodos adequados.
O encurtamento dos telômeros é um exemplo de relógio biológico: sabendo-se o tamanho deles e a velocidade com que se encurtam pode-se calcular com grande precisão quando ocorrerá a senescência celular, e por tal a morte natural do espécime. Quando considera em larga escala, tal relógio determina, juntamente com outros relógios biológicos geneticamente codificados atrelados às etapas de desenvolvimento de cada espécime, as sucessões de gerações em uma espécie específica; e assim como ocorre com o relógio circadiano, esses podem igualmente mostrar-se evolutivamente sincronizáveis ao ambiente externo. Exemplo típico é o (des)sincronismo evolutivo entre o ciclo de vida das cigarras - que evoluiu para 17 anos em algumas espécies - e de seus predadores.